# 梅ヶ島温泉

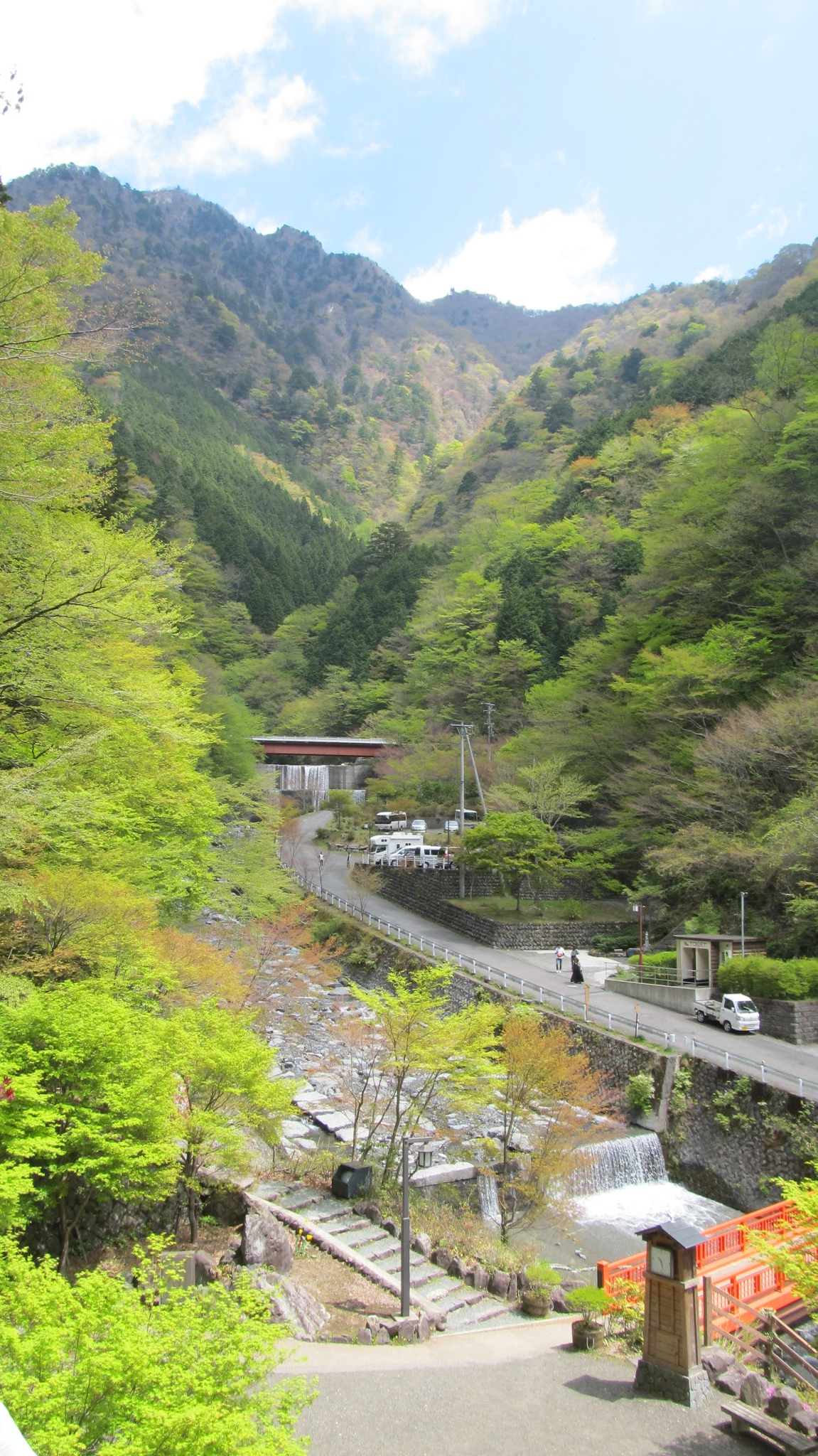
梅ヶ島温泉（2013年5月）

梅ヶ島温泉（うめがしまおんせん）は、静岡県静岡市葵区（旧国駿河国）にある温泉。梅ヶ島コンヤ温泉や梅ヶ島新田温泉とともに梅ヶ島温泉郷を構成する。

## 地理・地質

### 地理
標高1000 mほどの安倍川の上流（安倍奥）に位置し、南アルプス南部の八紘嶺、大谷嶺、山伏、などの安倍奥の山々の登山基地ともなっている。

### 泉質
泉質は同じ梅ヶ島温泉郷の梅ヶ島コンヤ温泉と同じ単純硫黄泉で主に硫化ナトリウムを多く含む。温度は39℃、色は無色透明で、pH9.6のアルカリ性。効能は神経痛・リウマチ・慢性皮膚炎・慢性婦人病・糖尿病・関節痛・慢性消化器疾患・打撲・捻挫・疲労回復などに効く。

## 温泉街

### 施設
安倍川源流の河畔に、一直線上に旅館が並ぶ。木造の素朴なものが多く、家庭的な雰囲気を持っている。安倍の大滝へも近い。温泉旅館が８軒、温泉民宿が２軒、温泉浴場を併設した飲食店が１軒ある。日帰り入浴施設は、各旅館・民宿でも可能であるが、日帰り入浴専門としては「湯元屋」がある。食事・売店もこの「湯元屋」一軒のみ。
温泉街の前を流れる安倍川に赤い橋がかかっており、その橋を渡ると「おゆのふるさと公園」がある。この公園の場所には以前、市営浴場があったが、1999年（平成11年）に梅ケ島新田に移転され、公園として再整備された。公園の中には、梅ケ島温泉の源泉洞窟がある。その源泉は静岡市が管理しており、温泉を各宿や施設に供給している。洞窟の他に、後述する「三蛇権現湯之神社」や、滝などがある。

### 源泉
源泉の数は12あり、それぞれに名前が付けられている。
それぞれの源泉の名前は以下の通り。
- 百合の湯
- 梅の湯
- 黄金の湯
- 虹の湯
- つつじの湯
- 岩の湯
- 銀の湯
- 椿の湯
- 金の湯
- 珠の湯
- 紅葉の湯
- 山吹の湯

## 歴史
林業の盛んな大井川流域とは異なり、梅ヶ島は古くから金鉱山と梅ヶ島温泉で栄えてきた。徳川家康が政治を執り行っていたことで、駿府が事実上の日本の首都として機能していたころにも、梅ヶ島の金山からは大量の金が採掘され、江戸時代の金の代表ともいわれる慶長小判、大判などが鋳造されていた。
1913年（大正2年）、当時の靜岡縣安倍郡梅ヶ島村役場により編集された『安倍郡梅ヶ島村誌』によれば、当時までに伝承されてきたこととして次のように書かれている。
この伝承によれば約1700年前の応神天皇の4世紀にはすでに知られていたことになり、梅ヶ島温泉の発見はさらにそこから遡ることになる。
戦国時代には「武田信玄の隠し湯」だったという伝承がある。その後は、徳川家康をはじめ江戸幕府によっても大事にされてきた。その他にも、勝海舟・清水次郎長・山岡鉄舟・乃木希典などが訪れたとの記録がある。
江戸時代初期には良純入道親王が三匹の蛇に導かれて梅ヶ島温泉に到達、湯治しその霊験ぶりに感激し、神社を開いたという言い伝えがある。三種の神器も、老舗旅館、梅薫楼のほか地元の民家に保存されている。現在は、源泉跡地に湯之神社として現存している。
昭和の世になってからは、歌人の吉井勇が長逗留の時に「梅ヶ島遊草」を詠ったり、茂木草介が「太閤記 (NHK大河ドラマ)」を書き上げたり、といった、文人達に好まれる湯治温泉地となった。
第二次世界大戦時には帝国陸軍病院の分院が設置され接収された。
1955年（昭和30年）に、梅薫楼から静岡市に源泉の権利が返された。
1966年（昭和41年）9月25日、台風第24・26号災害により壊滅的な被害を受けるが、その後、復興した。
2017年（平成29年）5月15日、近隣のコンヤ温泉・新田温泉・金山温泉とともに梅ヶ島温泉郷として環境省による国民保養温泉地に指定された。

## アクセス
公共交通機関
- 東海道本線（東海道新幹線）静岡駅下車、しずてつジャストライン（路線バス）で約1時間45分、梅ヶ島温泉停留所下車[9]。

自動車
- 静岡県側からは新東名高速道路・新静岡IC下車、約45分[9]。
- 山梨県側からは豊岡梅ヶ島林道が開通しているが、冬季や悪天候の際は通行止めとなる[10]。